# 166 pr. n. št.

## Smrti
- Perzej Makedonski, zadnji makedonski kralj (* okoli 212 pr. n. št.)